# Лакетт, Летоя
Летоя Николь Лакетт (англ. LeToya Nicole Luckett; 11 марта 1981, Хьюстон, Техас, США) — американская R’n’B-певица и актриса
.

## Биография

### Детство
Летоя Лакетт родилась 11 марта 1981 года в Хьюстоне, штат Техас. У неё есть младший брат Гэвин. Летоя — старший ребёнок в семье. В детстве Лакетт начала петь в местной брентвудской баптистской церкви. В пять лет у неё появилась возможность исполнить своё первое церковное соло. «В одно воскресенье дама мне просто дала микрофон, и я спела», — вспоминает она. Вскоре после этого она присоединилась к детскому хору и начала выступать в спектаклях в начальной школе. Лакетт посещала Епископальную начальную школу Святого Иакова и Среднюю школу исполнительских и изобразительных искусств. Она проходила прослушивания во все школьные спектакли и постановки, и в выпускном классе получила роль Пиноккио. В школе Лакетт познакомилась с Бейонсе Ноулз, которая также пробовалась на роль Пиноккио. Позже они подружились и Летоя присоединилась к музыкальной группе Бейонсе Girl's Tyme, которую позже переименовали в Destiny’s Child.

### Destiny’s Child
В 1993 году Лакетт, Бейонсе Ноулз, ЛаТавиа Роберсон и Келли Роуленд создали R&B-группу Destiny’s Child. В 1997 году группа, в конце концов, подписала контракт с Columbia Records, но не перед подписанием контракта с Мэтью Ноулз, их официальным менеджером. В соответствии с E! Television Special, Boulevard of Broken Dreams, девушки были вынуждены подписать контракт с Мэтью Ноулз, прежде чем они подпишут его с лейблом. Мать Летои дала контракты на пересмотр у адвоката, но Ноулз отклонил запрос. Тем не менее, в конце концов, Лаккет подписала с ним контракт и присоединилась к группе.
После выступлений в клубах Хьюстона группа начала давать большие концерты, такие как Dru Hill, SWV и Immature, и выпустила свой первый одноимённый альбом Destiny’s Child. Альбом породил два сингла: платиновый «No, No, No Part II» (с Вайклефом Жаном) и «With Me». Группа выпустила саундтрек к «Почему дураки влюбляются» — «Get on the Bus» (с Тимбалэндом), и позже выступала на разогреве TLC’s «Fanmail Tour» и на дебютном туре Кристины Агилеры.
В 1999 году группа выпустила свой второй альбом «The Writing’s on the Wall». Альбом стал одним из самых продаваемых, выпущенных женской группой и восемь раз был назван платиновым в США. Альбом породил четыре сингла: «Bills, Bills, Bills», «Bug a Boo», «Say My Name» и «Jumpin’ Jumpin’». В конце 1999 года, в разгар процветания и успеха группы, Лакетт и Роберсон обратились с заявлением своему менеджменту о том, что они бы хотели другого собственного менеджера из-за увеличивающегося недостатка общения с менеджером группы Мэтью Ноулз (который также является отцом Бейонсе Ноулз). Девушки сказали, что они никогда не хотели уволить Ноулз, но хотели бы, чтобы было обеспечено внешнее управление. Вскоре после этого Лакетт и Роберсон поняли, что в плохих отношениях с семьей Ноулз и с группой, которую они помогали создать. Когда в феврале 2000 года вышел новый клип «Say My Name», они были потрясены, обнаружив, что их заменяют на двух новых участниц Мишель Уильямс и Фарру Франклин.
Лакетт и Роберсон подали иск на Мэтью Ноулз, Бейонсе Ноулз и Келли Роуленд, обвиняя их в нарушении партнёрства и фидуциарных обязанностей. Лакетт и Роберсон отозвали дело против Бейонсе и Келли, но продолжали судиться с Мэтью Ноулз. Дело было в конце концов закрыто. Лакетт и Роберсон в итоге продолжали получать средства от своих взносов, как члены-основатели группы. Когда уже казалось, что драма утихла, после релиза Surviror группы Destiny’s Child, Лакетт и Роберсон подали ещё один иск против группы в марте 2002 года. Они утверждали, что сингл альбома «Survivor» нарушал предыдущие урегулирования насчет текста песни.

### Жизнь после Destiny’s Child
После нескольких месяцев спекуляций СМИ, было объявлено на сайте MTV News, что Лакетт и Роберсон создали свою группу под названием Anjel. После нескольких прослушиваний Naty Quinones и Tiffany Beaudoin были выбраны в качестве участниц. Группа записала 22 демо-песни в Атланте, штат Джорджия, с помощью R&B-группы Jagged Edge. Их производственная компания провалилась и все члены группы продолжили свою карьеру сольно. Тем не менее, записанные треки попали на общедоступные ресурсы.

### Сольная карьера
LeToya (2006—2007)
После провала проекта Anjel, Лакетт присоединилась к Noontime, компании управления\производства в Атланте. Наряду с Noonrime она записала 5 демо-песен и, в конце концов, в 2003 году подписала контракт с Capitol Records. Вскоре после этого она начала работать над своим дебютным сольным альбомом. Первая промопесня «You Got What I Need» была записана в 2004 году, а затем в следующем году — «All Eyes on Me». Она записала дуэты: «My Promise» с Хьюстоном (в его дебютном альбоме It’s Already Written) и «This Is My Life» со своим бывшим парнем, рэпером Slim Thug (в его альбоме Already Platinum).
Одноимённый дебютный альбом LeToya был выпущен в июле 2006 года и сразу занял первое место в американском чарте Billboard 200, продавался лучше, чем компиляция Now That’s What I Call Music! и дебютный альбом Фаррелла Уильямса. Альбом стал золотым за один месяц и по состоянию на декабрь 2006 года был платиновым. Лакетт и Бейонсе Ноулз единственные члены группы Destiny’s Child, чьи дебютные альбомы занимали первые места в чарте Billboard 200 и достигали статуса платинового в США.
Летоя продавалась как «The H-Town Chick», альбом был записан в стиле R&B. Продюсеры альбома: Джермейн Дюпри, Скотт Сторч, Тедди Бишоп, B. Cox и музыкальные гости Slim Thug, Майкл Джонс, Пол Уолл и Bun B. «All Eyes on Me» была первоначально выбрана в качестве дебютного сингла LeToya, однако вместо неё потом была выбрана песня «Torn». Она заявила, что ей пришлось идти против всего, чтобы получить этот сингл, но это стоило того. Баллада (производства Тедди Бишопа и личного фаворита Летои) была выпущена в марте 2006 года и стала R&B-хитом. Песня поднималась высоко в чартах Billboard, самая лучшая её позиция — 2 место в Hot R&B/Hip-Hop Songs, также она стала песней номер один на городском радио.
Хотя Torn получает основной эфир, её второй сингл She don’t к радио- и видеопремьере на BET’s Access Granted в июле 2006 года с участием бывшего парня Летои — Slim Thug. Сингл получил умеренный успех, достигнув 17-го места в чарте Hot R&B/Hip-Hop. В ноябре 2006 года «Obvious» был выбран третьим синглом. По данным Billboard песня имела 94 % шансов стать хитом, но из-за слияния Capitol Records и Virgin Records, все поощрения и деньги были заморожены, поэтому сингл и не был официально выпущен. Лакетт также была названа «Одной из лучших исполнительниц 2006» AOL Music, была второй в топ-5 Прорыв года — 2006 Rap-Up magazines', получила несколько номинаций от NAACP, the Soul Train Music Awards, и the Teen Choice Awards.

## Личная жизнь
С января по июль 2016 года Лакетт была замужем за мотивационным оратором Робом Хиллом.
С 10 декабря 2017 года Лакетт замужем во второй раз за предпринимателем Тиммикусом Уокером. У супругов двое детей — дочь Джианна Иман Уокер (род. 4 января 2019) и сын Тайсан Вулф Уокер (род. 14 сентября 2020).